# 1118

## Esdeveniments
- Ramon Berenguer III demana un bovatge, un usatge basat en la protecció de bous i altres bèsties.[1]
- La seu arquebisbal de Tarragona és restaurada per Sant Oleguer.
- L'església catalana s'independitza respecte a Narbona.